# Nina Żywaniewska
Nina Aleksandrowna Żywaniewska (ros. Нина Александровна Живаневская, hiszp. Nina Zhivanevskaya, ur. 24 czerwca 1977 w Kujbyszewie) – rosyjska pływaczka specjalizująca się w stylu grzbietowym, reprezentująca od 1999 roku Hiszpanię.
Żywaniewska rozpoczęła karierę międzynarodową od startu na Igrzyskach Olimpijskich w Barcelonie w 1992. Reprezentowała dotychczas barwy czterech reprezentacji:ZSRR, WNP, Rosji i Hiszpanii. W 1996 roku Żywaniewska została złapana na stosowaniu środków dopingujących i została zdyskwalifikowana na 2 lata. Powróciła do startów międzynarodowych w 1999.

## Sukcesy
- Igrzyska Olimpijskie
  -  – 4 × 100 m stylem zmiennym – Barcelona 1992 (WNP)
  -  – 100 m stylem grzbietowym – Sydney 2000 (Hiszpania)
- Mistrzostwa Świata
  -  – 100 m stylem grzbietowym – Rzym 1994 (Rosja)
  -  – 4 × 100 m stylem zmiennym – Rzym 1994 (Rosja)
  -  – 50 m stylem grzbietowym – Barcelona 2003 (Hiszpania)
- Mistrzostwa Europy
  -  – 100 m stylem grzbietowym – Sheffield 1993 (Rosja)
  -  – 4 × 100 m stylem zmiennym – Sheffield 1993 (Rosja)
  -  – 200 m stylem grzbietowym – Sheffield 1993 (Rosja)
  -  – 4 × 200 m stylem dowolnym – Sheffield 1993 (Rosja)
  -  – 50 m stylem grzbietowym – Wiedeń 1995 (Rosja)
  -  – 50 m stylem grzbietowym  – Stambuł 1999 (Hiszpania)
  -  – 100 m stylem grzbietowym – Stambuł 1999 (Hiszpania)
  -  – 50 m stylem grzbietowym – Helsinki 2000 (Hiszpania)
  -  – 100 m stylem grzbietowym – Helsinki 2000 (Hiszpania)
  -  – 200 m stylem grzbietowym – Helsinki 2000 (Hiszpania)
  -  – 50 m stylem grzbietowym – Berlin 2002 (Hiszpania)
  -  – 200 m stylem grzbietowym – Berlin 2002 (Hiszpania)
  -  – 50 m stylem grzbietowym – Madryt 2004 (Hiszpania)
  -  – 100 m stylem grzbietowym – Madryt 2004 (Hiszpania)
  -  – 50 m stylem grzbietowym – Eindhoven 2008 (Hiszpania)
  -  – 100 m stylem grzbietowym – Eindhoven 2008 (Hiszpania)